# 杉山巣雲

杉山巣雲の銅像（長野県北安曇郡池田町、あづみ野池田クラフトパーク）

杉山 巣雲（すぎやま そううん、1764年（明和元年） - 1833年（天保5年））は、江戸時代の教育者。諱は茂樹、字名は瑞翼、通称は亮蔵。

## 生涯
信濃国松本藩の棒術師範松井津太夫（所適）の次男として生まれる。新町学問所に学び、書を能くし、長じて武芸に通じた。天明8年（1788年）に致仕し、祖父の杉山茂平が松井氏の養嗣となる以前の「杉山」に復姓し、安曇郡池田宿の林泉寺（廃寺）に設けた池田学問所に招聘され、朱子学の読書、習字を教授した。
文政11年（1828年）、子弟の内山真弓らによって池田八幡神社に寿碑が建立され、碑文は頼山陽が揮毫している。